# Christiaan Snouck Hurgronje
Christiaan Snouck Hurgronje (Oosterhout, 8 febbraio 1857 – Leida, 26 giugno 1936) è stato un orientalista, arabista e islamista olandese e un consigliere per i servizi coloniali delle Indie Orientali Olandesi.

## Biografia

### Studi
Christiaan Snouck Hurgronje nacque ad Oosterhout l'8 febbraio 1857, divenne studente di teologia nell'Università di Leida nel 1874. Conseguì la laurea a Leida nel 1880 discutendo una tesi intitolata Het Mekkaansche Feest ("Le festività della Mecca"), più tardi data alle stampe. Divenne quindi professore nella Scuola per funzionari coloniali civili di Leida nel 1881.

### Esperienza alla Mecca
Visitò La Mecca nel 1884-1885 sotto mentite spoglie. Fece così un'esperienza rara, possibile a pochissimi non musulmani, per sfuggire all'ira dei quali (che avrebbero giudicata blasfema la presenza di un "infedele" nella Città Santa per eccellenza, del tutto interdetta a chi non sia musulmano), diventava praticamente obbligatorio spacciarsi non solo per un musulmano ma dimostrarlo mettendo in mostra una conoscenza perfetta dei rituali islamici e impiegare in modo praticamente inappuntabile la lingua araba parlata, quanto meno quella liturgica.
Il suo soggiorno nei pressi della Mecca finì quando la sua presenza fu denunciata come quella di una spia al soldo del colonialismo olandese, tanto da obbligarlo a un rapido rientro in patria.

### Consigliere militare per la guerra di Aceh
Nel 1889 diventò professore di lingua malese all'Università di Leida e consigliere ufficiale del governo olandese per le questioni coloniali. Scrisse oltre 1 400 documenti sulla situazione in Aceh, sulla posizione dell'Islam nelle Indie Orientali Olandesi, sul servizio coloniale civile e sul nazionalismo di quelle regioni. Come consigliere di J. B. van Heutsz, comandante in capo dell'esercito coloniale di stanza a Sumatra, ricoprì un ruolo importante nella fase finale della Guerra dell'Aceh.
Impiegò la sua profonda conoscenza della cultura islamica per suggerire le strategie che contribuirono a porre fine alla guerriglia degli abitanti del Sultanato di Aceh, per trent'anni impegnati a resistere all'esercito delle Indie orientali olandesi. In particolare, sostenne che il sultano non aveva un ruolo determinante nella guerriglia, che i capi-tribù uleebalang potevano essere considerati affidabili e che erano i capi religiosi ʿulamāʾ i veri pericoli, e si doveva quindi eliminarli. Fu in grado di entrare in confidenza con molti capi-villaggio e di organizzare una rete spionistica sulle attività dei fondamentalisti musulmani. Il conflitto, che aveva avuto inizio nel 1873, si chiuse nel 1904 con un bilancio di circa 50 000 - 60 000 morti e oltre un milione di feriti tra gli indigeni. Circa 10 000 si rifugiarono nella Malesia britannica.

## Opere
Tra le tante opere del grande studioso, si possono ricordare:
- Il pellegrinaggio alla Mecca (Het Mekkanische Feest, Leida, E.J. Brill, 1880), Collana Saggi  n.721, Torino, Einaudi, 1989,  p. 144.
- (NL) Mekka, L'Aia, 1888-89, 2 voll..
- (EN) Mekka in The Latter Part of The 19th Century; Daily Life, Customs and Learning of the Muslims of the East-Indian-Archipelago, (transl. by J. H. Monahan), Leida, E. J. Brill, 1970.
- (EN) G.P. Putnam's Sons, The Revolt in Arabia, London and New York, 1917.